# Makedonci
Makedónci (makedonsko Македонци; Makedonci) so južnoslovanski narod, ki naseljuje zgodovinsko geografsko regijo Makedonije. Največji del Makedoncev živi v Republiki Severni Makedoniji, kjer predstavljajo 64 % prebivalstva. Pomembnejše makedonske manjšine so v Srbiji, Albaniji, Grčiji in Bolgariji. Število Makedoncev po vsem svetu je nad dvema milijonoma. Govorijo makedonski jezik.

## Teorija izvora

### Antropološki pogled
Pogledi na izvor sodobnih Makedoncev se razlikujejo, največkrat se poudarja njihov jezikovni izvor, ki je povezan s prihodom slovanskih plemen na Balkanski polotok. Uradno mnenje Makedonske akademije znanosti in umetnosti (MANU) je, da so se Slovani s prihodom v Makedonijo pomešali s prvotnimi prebivalci, ohranili slovanski jezik ter ga prenesli na prvotno prebivalstvo, medtem ko so se ostale kulturne in druge značilnosti prvotnega prebivalstva ohranile in so še danes vidne v obliki običajev, plesov ter narodnih noš, saj je bilo število prišlekov manjše od lokalnega prebivalstva. To stališče potrjujejo tudi etnologi, kot so Vasil Kanchov, Gustav Weigand in antropolog Carleton S. Coon, ki prav tako trdijo, da so se Slovani pomešali s prvotnim prebivalstvom, prenesli nanj slovanski jezik ter prevzeli del njihove kulture.
Nekateri raziskovalci kot rus Alexander F. Rittih pa trdijo, da se Makedonci niso mešali z narodi, kot so bila razna turško azijska plemena, ki so vpadala na ozemlja vzhodnega Balkana, v Mizijo, Vlaško ali Dobruđo (Današnja Bolgarija in Romunija), od 10. stoletja naprej. Zaradi geografske lege Makedonske regije so se Makedonci lahko mešali samo z že obstoječimi narodi na tem območju. Ta pogled je značilen samo za Makedonijo (kot celoto), saj so Makedonski predniki ostali unikatni glede na svoje vzhodne sosede.

### Genetski pogled
Makedonci so zanimivi z vidika preučevanja njihovih genov. Nekateri raziskovalci trdijo, da so genetsko najbolj podobni Grkom in Romunom, spet drugi da so bolj podobni Hrvatom in Čehom. Makedonci vsebujejo 15 % gena »R1a1«, ki je značilen za ostale Slovanske narode in se močno razlikuje od sosednjih Grkov.
Prav tako je pri Makedoncih zelo opazen gen, značilen za ljudstva, ki so živela na Balkanu pred prihodom Slovanov , kar dokazuje tezo, da je poreklo Makedoncev mešanica antičnih ljudstev, med njimi tudi antičnih Makedoncev.

## Naseljenost
Makedonci živijo v celotni dolini reke Vardar, katere največji del je v Severni Makedoniji, kjer sestavljajo 64,2 % prebivalstva. Znatno število Makedoncev živi tudi v sosednjih državah, Republiki Albaniji (Mala Prespa), Republiki Bolgariji (Pirinska Makedonija), Republiki Grčiji (Egejska Makedonija) in Srbiji. Zelo veliko Makedoncev je izseljenih v prekomorske države, kot so Amerika, Kanada in Avstralija in v razne razvite države Evrope, tudi v Slovenijo.

### Makedonci v soseščini

#### Albanija
Republika Albanija je Makedonce priznala kot narodno manjšino na ozemlju Albanije in jim nudi izobraževanje v maternem jeziku na območjih, kjer prebivajo v večini. V popisu prebivalstva iz leta 1989, se je 4.697 ljudi opredelilo za Makedonce.
Makedonci v Albaniji očitajo oblastem, da je njihovo število veliko večje od uradnega popisa pred 17 leti. Prav tako nimajo predstavnikov v parlamentu. Obstajajo ugibanja o številu Makedoncev v Albaniji, ker jih del pripada islamski veroizpovedi (Torbeši), ki se velikokrat opredeljujejo kot Albanci, ki govorijo slovanski jezik. Različni viri pravijo, da je Makedoncev v Albaniji okoli 10.000 , medtem ko Makedonski viri trdijo, da je število Makedoncev v Albaniji od 120.000 do 350.000 .

#### Bolgarija
V Bolgariji Makedonci niso priznana manjšina in tudi ne zanikana. Po zadnjem popisu se je 5.071 ljudi opredelilo za Makedonce. Predsednik Bolgarskega Helsinškega Monitorja Krasimir Kanev je v poročilu iz leta 1998 trdil, da je število Makedoncev v Bolgariji okoli 25.000, medtem ko so makedonski viri v istem poročilu poročali da je število teh v Bolgariji 200.000. Organizacija prav tako poroča, da ima prebivalstvo v Pirinu večinoma bolgarsko narodno zavest in makedonsko zavest zgolj kot regionalno.
Predsednik makedonske politične stranke v Bolgariji Stojko Stojkov pa je s podpisi potrdil, da je število Makedoncev okoli 10.000. CIA in Encarta Encyclopaedia pa ocenjujeta, da število Makedoncev v Bolgariji predstavlja 2,5 % vseh prebivalcev (190.000).

#### Grčija
Grčija makedonske manjšine ne priznava, čeprav naj bi tam živelo okoli 30.000 Makedoncev.

#### Srbija
Srbija priznava obstoj Makedonske manjšine na svojem ozemlju. Za Makedonce se je leta 2002 opredelilo 25.847 ljudi, medtem ko makedonske organizacije v Srbiji navajajo 45.000 ljudi. Večina jih živi v Vojvodini.

#### Po svetu (diaspora)
Makedonci po svetu, sestavljajo diasporo, katera se navezuje na Makedonce, ki živijo zunaj meja republike Makedonije. Izseljevanje se je začelo že leta 1900, predvsem zaradi političnih in ekonomskih razlogov. Po neupešnih vstajah za osamosvojitev domovine v začetku 20. stoletja je veliko ljudi zaradi strahu pred maščevanjem emigriralo v prekomorske države, veliko pa se jih je odpravilo po želji za boljšim življenjem. Izseljevanje Makedoncev je bilo zaznamovano tudi med Grško državljansko vojno, ki je iz Grčije izgnala veliko število ljudi, (domneva se številka 170.000), največje število jih je odšlo v Avstralijo, Rusijo, Poljsko in Ameriko. Kasnejša izseljevanja pa so potekala v osemdesetih in devedesetih letih iz ekonomskih razlogov. Poročilo iz leta 1964 navaja številko 580.000 ljudi.

## Kultura
Kultura Makedoncev je mešanica tradicionalnosti in modernosti. Zelo močno je povezana z domovino in okoljem, v katerem živijo. Bogata kulturna dediščina je vidna v narodnih plesih, narodnih nošah, v dodakih in ornamentih v vaških in mestnih domovih, samostanih in cerkvah, rezbarstvu in ikonopisju, v katerem se kaže makedonski kulturni značaj.

## Zgodovina
Zgodovina Makedoncev se močno navezuje na zgodovino ozemlja celotne makedonske regije, ki je v grobem razdeljena na tri območja: Vardarsko Makedonijo (pretežno današnji obseg Republike Makedonije), Pirinsko Makedonijo (pretežni del je v Bolgariji) in Egejsko Makedonijo (pretežni del je v Grčiji). Po razpadu Makedonskega kraljevstva so se nenehno pojavljale vstaje in poskusi obnovitve makedonske države. Po tisočletnih bojih Makedoncem v 2. svetovni vojni uspe ustanovitev svoje države, vendar le na ozemlju, ki je približno takega obsega, kakor Vardarska Makedonija

## Znani Makedonci
- Gjorgjija Pulevski
- Dimitrija Čupovski
- Kočo Racin
- Ed Jovanovski
- Blagoj Nacoski
- Karolina Gočeva
- Goran Pandev
- Toše Proeski
- Kaliopi
- Katarina Ivanovska